# Oxypetalum warmingii
Oxypetalum warmingii är en oleanderväxtart som först beskrevs av Fourn., och fick sitt nu gällande namn av Fontella och Marquette. Oxypetalum warmingii ingår i släktet Oxypetalum och familjen oleanderväxter. Inga underarter finns listade i Catalogue of Life.